# Julio Cascante
Julio Cascante, né le 3 octobre 1993 à Puerto Limón au Costa Rica, est un footballeur international costaricien. Il joue au poste de défenseur central avec l'Austin FC en MLS.

## Biographie
En 2015, Julio Cascante participe au Festival international espoirs – Tournoi Maurice-Revello avec l'équipe du Costa Rica Espoirs.
Cascante joue son premier match en équipe du Costa Rica le 15 décembre 2015, en amical contre le Nicaragua (victoire 1-0). Toutefois, ce match n'est pas reconnu par la FIFA.
Le 2 janvier 2018, Cascante signe avec les Timbers de Portland et la MLS pour la saison à venir.
Le 13 décembre 2020, il rejoint la franchise d'expansion du Austin FC en contrepartie de 250 000 dollars en allocation monétaire.

## Palmarès
- Champion du Costa Rica en 2016 (Tournoi d'ouverture) avec le Deportivo Saprissa